# تلتونه
تلتونه (به عربی: تلتونة) یک روستا در سوریه است که در ناحیه معره مصرین واقع شده‌است. تلتونه ۶۳۸ نفر جمعیت دارد.